# Constantino (filho de Patzico)
Constantino (em latim: Κωνσταντῖνος; romaniz.: Konstantinos) foi um bizantino do século IX que desertou ao Império Búlgaro. Casou-se com a irmã do cã Crum (r. 803–814).

## Vida

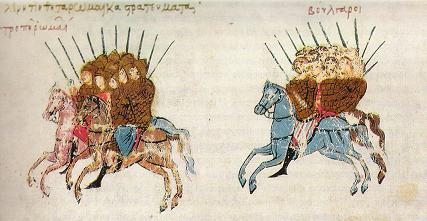
Búlgaros aniquilando o exército bizantino em Versinícias. Iluminura do Escilitzes de Madri

Foi descrito como Constantino de Patzico (τοῦ Πατζικοῦ), e embora Patzico pode ser um sobrenome, provavelmente era o nome de seu pai. Era de origem grega e fugiu aos búlgaros muito antes de 813, quando é citado pela primeira vez. Casou-se com a irmã do cã Crum (r. 803–814), com quem teve filho. Em 813, ele e seu filho, que segurou o cavalo do cã, acompanharam Crum e seu logóteta para negociar com os bizantinos após a Batalha de Versinícias e esteve presente no breve Cerco de Constantinopla; talvez ele serviu como intérprete. Os búlgaros foram vítimas de uma emboscada e Constantino foi capturado junto de outros companheiros de Crum.